# Кумровец
Ку́мровец (хорв. Kumrovec) — село на севере Хорватии, в Крапнинско-Загорской жупании.  

## География
Стоит на реке Сутла, на границе со Словенией.

## Население
В общине с центром в Кумровеце по состоянию на 2001 год проживало 1854 человека, а в самом селе — 304 жителя.

## Памятники

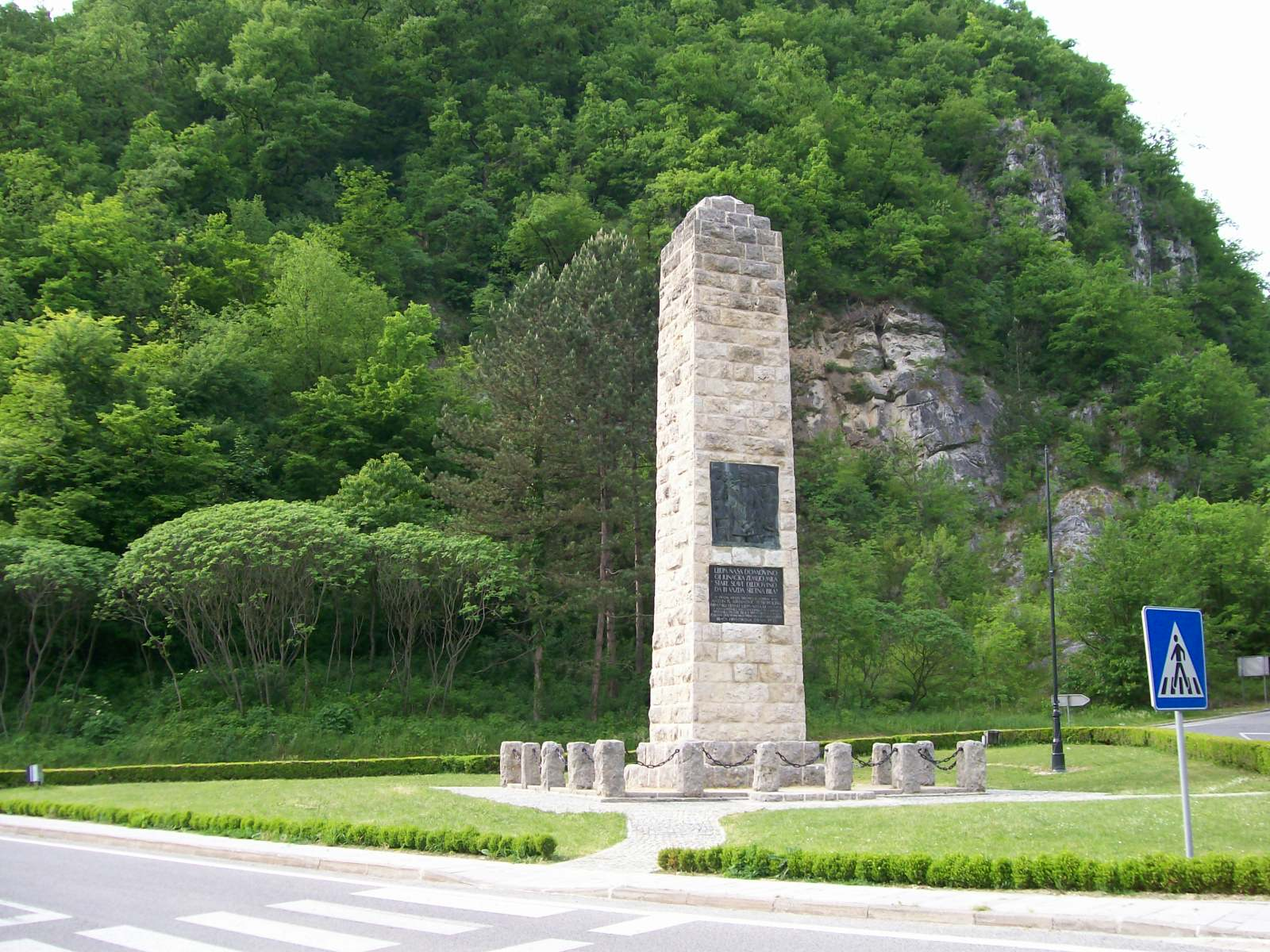
Памятник гимну Хорватии

24 ноября 1935 года в селе был поставлен монумент гимну Хорватии, приуроченный к столетию песни «Наша прекрасная родина». В Кумровце этот день отмечается как местный праздник.

## Религия
В селе есть две католические часовни: Капелла Св. Рока, построенная в 1963 году и Капелла Снежной Богоматери, построенная в 1639 году.

## Известные уроженцы
Кумровец известен прежде всего тем, что здесь родился маршал и президент Югославии Иосип Броз Тито. Дом Тито, построенный в 1860 году, был первым кирпичным домом в селе. В настоящее время в доме находится Мемориальный музей маршала Тито, открытый в 1953 году. Рядом с домом установлен бронзовый памятник Тито работы Антуна Аугустинчича (установлен в 1948 году). В старой части Кумровца находится Этнографический музей с восемнадцатью деревенскими домами, демонстрирующими быт загорских крестьян в XIX—XX веках.
Реконструкция этих домов началась в 1977 году.

## Община
В общину Кумровец, помимо центрального села, входит ещё девять населённых пунктов:
- Доньи Шкрнин — 200 чел.
- Дугневец — 86 чел.
- Кладник — 186 чел.
- Подгора — 42 чел.
- Равно Брежье — 258 чел.
- Раздрто Тухельско — 125 чел.
- Развор — 227 чел.
- Рисвица — 309 чел.
- Велинцы — 117 чел.

### История
Община была организована 6 мая 1997 года выделением из общины Тухель.